# Г'ю Фіцрой, 11-й герцог Графтон
Г'ю Деніс Чарлз Фіцрой, 11-й герцог Графтон KG DL (3 квітня 1919 — 7 квітня 2011) був сином Чарлза Фіцроя, 10-го герцога Графтона і його першої дружини леді Дорін Марії Джозефи Сідні Бакстон, другої дочки Сідні Бакстона, 1-го графа Бакстона. З 1936 до 1970 року він також носив титул графа Юстона.

## Життя і кар'єра
Він народився в 1919 році в Кейптауні, Південно-Африканський Союз. Він є одним із сотень нащадків короля Англії Карла II. Його рід походить від Генрі Фіцроя, 1-го герцога Графтона, який народився від коханки короля Барбари Вільєрс. Чарлз мав багато дітей, але жодних законних; після його смерті корона перейшла до його брата, католика, якого було скинуто, і чиє потомство було виключено на цій підставі, за винятком двох його дочок, вихованих у протестантстві. Згодом дім Стюартів поступився місцем своїм далеким родичам, дому Ганновер.
Через предка герцога Енн Воррен, доньку адмірала сера Пітера Воррена, він є нащадком родин Шуйлер, Ван Кортландт і Делансі, усіх з Британської Північної Америки.
Герцог отримав освіту в Ітонському коледжі та в коледжі Магдалини в Кембриджі. Згодом його призвали до Гренадерської гвардії, і протягом трьох років, починаючи з 1943 року, він був ад'ютантом віце-короля Індії, фельдмаршала віконта Вейвелла .
Герцог Графтон присвятив більшу частину свого життя збереженню та захисту історичних будівель. Він був головою, а згодом президентом Товариства захисту старовинних будівель, а також у різний час очолював Фонд збереження історичних церков, Фонд архітектурної спадщини, Консультативну комісію Англіканської церкви з питань соборів та Музей сера Джона Соуна.

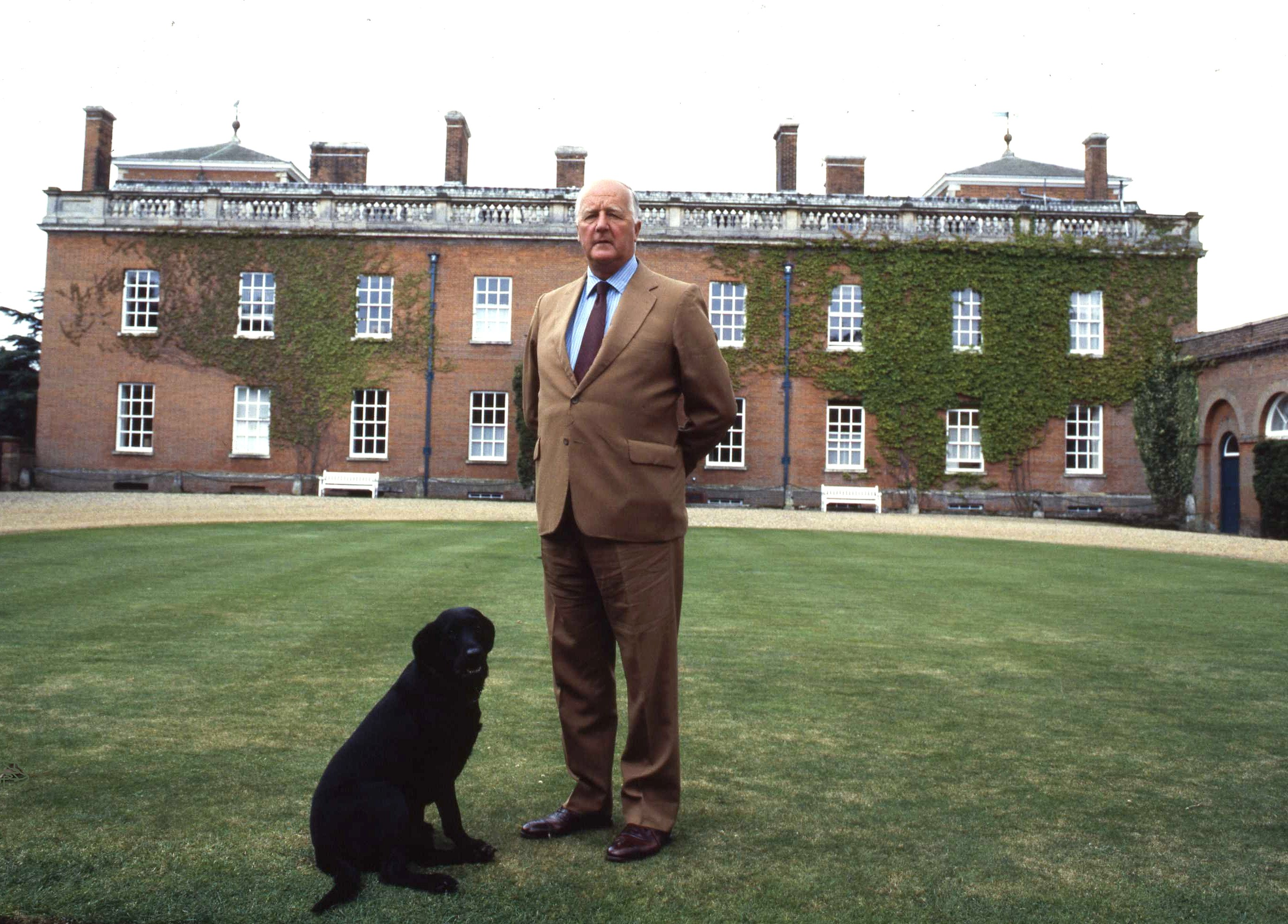
11-й герцог Графтон біля Юстон-Голла

Герцог був членом Ради історичних будівель з моменту її заснування в 1953 році, і поки він не змінив свого батька на посаді герцога в 1970 році, він був адміністратором Національного тресту Сассекса і Кента, а пізніше Східної Англії. Він також був заступником голови Національної портретної галереї .
Родове помістя герцогів Графтон був у Юстон-Голлі поблизу Тетфорда . У 1976 році він отримав відзнаку лицаря Ордена Підв'язки. Він помер у 2011 році в Юстон-Голлі, Саффолк.

## Шлюб і діти
12 жовтня 1946 року він одружився з Енн Форчун Сміт (володарки мантій королеви Єлизавети II з 1967 року до її смерті). У них було п'ятеро дітей:
- Джеймс Олівер Чарлз Фіцрой, граф Юстон (13 грудня 1947 – 1 жовтня 2009), одружився з леді Клер Амабель Маргарет Керр, донькою 12-го маркіза Лотіанського, і мав одного сина, Генрі Фіцроя, 12-го герцога Графтона, і чотирьох дочок.
- Леді Генрієтта Форчун Дорін Фіцрой (народилася 14 вересня 1949 року), одружилася з Едвардом Сент-Джорджем.
- Леді Вірджинія Мері Елізабет Фіцрой (народилася 10 квітня 1954 р.), одружилася (і розлучилася) з лордом Ральфом Керром, сином Пітера Керра, 12-м маркізом Лотіанським; повторно одружилася, але дітей не мала.
- Лорд Чарлз Патрік Г'ю Фіцрой (народився 7 січня 1957 року), який одружився з Діаною Міллер-Стірлінг і має двох синів.
- Леді (Олівія) Роуз Мілдред Фіцрой (народилася 1 серпня 1963 р.), одружилася з Гаєм Монсоном, менеджером інвестиційних фондів, і має двох дочок, Олівію та Леонору.

## Зовнішні посилання
- Hansard 1803–2005: contributions in Parliament by the Duke of Grafton

| Попередник Чарлз Фіцрой, 10-й герцог Графтон | Герцог Графтон 1970—2011 | Спадкоємець Генрі Фіцрой, 12-й герцог Графтон |